# Thyridosmylus pallidius
Thyridosmylus pallidius är en insektsart som beskrevs av C.-k. Yang 2002. Thyridosmylus pallidius ingår i släktet Thyridosmylus och familjen vattenrovsländor. Inga underarter finns listade i Catalogue of Life.